# Brompton-on-Swale
Brompton-on-Swale est un village et une paroisse civile anglais situé dans le district de Richmond et le comté du Yorkshire du Nord. En 2011, sa population était de 1 879 habitants.

## Transports
Le village est traversé par la Route A6136

## Traduction
- (en) Cet article est partiellement ou en totalité issu de l’article de Wikipédia en anglais intitulé « Brompton-on-Swale » (voir la liste des auteurs).